# Masius chrysopterus
Manaquim-d'asa-dourada ou dançarino-de-asa-dourada (Masius chrysopterus) é uma espécie de ave da família Pipridae. É a única espécie do género Masius.
Pode ser encontrada nos seguintes países: Colômbia, Equador, Peru e Venezuela.
Os seus habitats naturais são: regiões subtropicais ou tropicais húmidas de alta altitude e florestas secundárias altamente degradadas.